# 9993 Kumamoto
9993 Kumamoto là một tiểu hành tinh vành đai chính. Nó bay quanh Mặt Trời theo chu kỳ 4.04 năm.
Discovered bởi J. Kobayashi ngày 6 tháng 11 năm 1997 Tên chỉ định của nó là 1997 VX5. It was later renamed Kumamoto in honour thuộc Kumamoto, the home city of the asteroid's discoverer.